# Nipsippan vid Krången
Nipsippan vid Krången este o arie protejată (arie specială de conservare — SAC, sit de importanță comunitară — SCI) din Suedia întinsă pe o suprafață de 3,8 ha, integral pe uscat.

## Localizare
Centrul sitului Nipsippan vid Krången este situat la coordonatele 63°34′16″N 16°24′58″E / 63.5712°N 16.4161°E.

## Înființare
Situl Nipsippan vid Krången a fost declarat sit de importanță comunitară în iulie 2000 pentru a proteja 1 specie de plante. Situl a fost protejat și ca arie specială de conservare în martie 2011.

## Biodiversitate
Situată în ecoregiunea boreală, aria protejată nu include niciun habitat protejat.
La baza desemnării sitului se află o specie protejată de  plante: dedițelul (Pulsatilla patens).